# Црква Успења Пресвете Богородице у Радованићима
Црква Успења Пресвете Богородице у Радованићима или Свете Госпође, храм је из 1757. године и припада митрополији црногорско-приморској Српске православне цркве.
Црква се налази у близини (мало повише) Саборне цркве Светог Николе. Код цркве је зграда бивше школе, још старије него оне, поред оближње цркве Светог Георгија. До храма се, од главног пута, долази пролазом између два сухозида. Храм је мањих димензија и грађен је од камена. Изнад врата је мали полукружни отвор. Изнад је звоник са једним звоном на преслицу. Полукружна олтарска aпсида има један прозор, а још су два прозора на јужном и сјеверном зиду цркве.

## Галерија
- Табла код главног пута (којим иду аути). Налази се на почетку пута за пјешаке, узбрдо, уз два сухозида
- Пут до цркве је између два сухозида
- На звону пише Росе и да га је приложио Ђуро (написано је и презиме) 1928. године
- У портама многих старих цркава у овом крају су уз зид, камене клупе, за потребе народно црквених сабора